# Mount and blade 2 bannerlord
『Mount & Blade II: Bannerlord』（マウント アンド ブレイド ツー バナーロード）は、TaleWorlds Entertainmentが開発し、2022年10月25日にPrime Matterと共同発売したストラテジー・アクション・ロールプレイング・ビデオゲーム。対応プラットフォームはMicrosoft Windows・PlayStation 5・PlayStation 4・Xbox Series X/S・Xbox One。
2008年に発売された『Mount & Blade』の単独拡張版である『Mount & Blade: Warband』の前日譚である。Bannerlordの舞台は前作の210年前で、民族移動時代にインスパイアされた設定となっている。Bannerlordは2012年に発表された。2015年末にゲームのSteamページが作成され、翌年にはTaleWorldsがゲームの要素を詳しく説明する開発者日記の週刊公開を開始した。2020年3月27日に早期アクセス版がリリースされ、瞬く間にSteamでその年最大のローンチとなり、Steamでの同時接続プレイヤー数は25万人近くを達成した。

## ゲームプレイ
Mount & Blade II: Bannerlordは、ストラテジー／アクションロールプレイングゲームである。基本的なゲームプレイの前提はこれまでのシリーズ作品と同じで、プレイヤーは頭上のキャンペーンマップ上で兵士のパーティを編成してクエストをこなし、戦闘は戦場で行われ、プレイヤーは兵士と共に戦闘に参加することができる。しかし、Bannerlordではゲームプレイの多くの要素に大幅な改良が加えられている。
Bannerlordでの攻城戦は、Warbandでの攻城戦よりも戦略的であり、プレイヤーは様々な攻城アイテムを建築し、戦闘開始前に戦略的に配置することで、敵要塞の城門を破壊したり城壁を登ったりすることが出来る。キャンペーンマップでは、プレイヤーは城壁を砲撃することができ、場合によっては戦闘開始前に城壁を破壊することが出来る。戦闘マップでの長時間の砲撃を防ぐため、実際の戦闘中に破壊可能なのはメーロン、城門、攻城アイテムのみである。防御側の城や都市の設計は防御側に有利になるように意図されている。例えば、防御孔は重要な要衝に配置されることが多く、防御側は攻撃側が城門を突破する前に大量の攻撃側を屠ることができる。
Bannerlordでは、キャラクター間の関係が数多く改善されている。プレイヤーは高度な対話システムを使って、npcを説得することができる。npcとの会話中、プレイヤーは相手の主張をうまく押し通すことで相手と結婚したり所属している国に勧誘したりできる。もしキャラクターが説得に応じない場合、プレイヤーはゲームの物々交換システムを使ってキャラクターを説得することができる。物々交換システムは、プレイヤーと商人との間の通常の取引にも使用される。プレイヤーがキャラクターの説得に何度も失敗すると、取引が不可能になり、両者の関係に悪影響が及ぶ可能性がある。Warbandではキャラクターは結婚することができたが、Bannerlordではプレイヤーは配偶者との間に子供を持つこともできる。プレイヤーキャラクターが死亡した場合、その子供の一人が兵士と領地を継承し、新たなプレイヤーキャラクターとなることができる。
BannerlordはWarbandと同じくマルチプレイヤーモードが存在し、様々なマップやゲームモードでプレイヤー同士が戦闘を行うことができる。Warbandと同様に、Bannerlordのマルチプレイは戦闘に限定されており、キャンペーンとは別物である。Bannerlordはクラスシステムを採用しており、プレイヤーはどのタイプの兵士としてプレイするかを選択できる。クラスは歩兵、射撃兵、騎兵の3つのカテゴリーに分かれている。各クラスにはメリットとデメリットがあり、それは所属する派閥全般のプラス要素とマイナス要素に影響される。プレイヤーはWarbandのマネーシステムに代わるポイントシステムを使ってクラスを選択する。

## ストーリー

### 設定
Mount & Blade II: Bannerlordの舞台は、Mount & Blade: Warbandの173年前の架空の大陸カルラディアで、カルラディア帝国が衰退し、Warbandに登場する各派閥の前身が形成された時代である。カルラディア帝国の滅亡は、民族移動期におけるローマ帝国の滅亡と、中世初期の中東、北アフリカ、ヨーロッパ諸領土の形成に類似している。各派閥の鎧、服装、武器、建築は、西暦600年から1100年までの現実世界のものにインスパイアされている。

### 派閥
Bannerlordには8つの主要な派閥や王国があり、それぞれが複数の氏族と、それぞれの目的を持った競合する小派閥から構成されている。ギリシャ、ローマ、ビザンチウムをモチーフとするカルラディア帝国はかつてカルラディアの大部分を支配していたが、他民族の侵略と三つ巴の内戦の勃発によって弱体化している。北カルラディア派は元老院が皇帝を選ぶべきだと考え、南カルラディア派は直近の皇帝の未亡人が皇后になるべきだと考え、西カルラディア派は軍が皇帝を選ぶべきだと考えている。カルラディア派閥はいずれも重騎兵（カタフラクトを含む）、槍兵、弓兵をバランスよく使用する。ヴランディア人は重騎兵に特化した封建的な民族であり、西ヨーロッパ中世の王国、特にノルマン人、ヴァンダル人、ゴート人をモチーフとしている。北部の森に位置するスタルジア人は歩兵に特化した民族であり、主にヴァイキングとルス人をモチーフとしている。 南部の砂漠に住むアセライ人は騎兵と歩兵の両方の戦術に長けており、イスラム以前のアラブ人が元になっている。東部の草原に住み、騎馬弓術を得意とする遊牧民のクーザイト人は、フン族、パノニア・アヴァール人、ギョクチュルク人、キプチャク人、ハザール人、モンゴル人が元になっている。 バッタニア人はカルラディア中央部の森林地帯に居住し、ケルト人をベースとしている。彼らは待ち伏せとゲリラ戦を得意とする。

## 開発
2012年9月、TaleWorlds Entertainmentはこのゲームが開発中であることを発表し、ティーザートレーラーを公開した。
ゲームのグラフィックは前作『Mount & Blade: Warband』から大幅に改善され、より良いシェーディングとより高いディテールのモデルが追加された。キャラクターのアニメーションはモーションキャプチャー技術を利用して作成されており、フェイシャルアニメーションは感情の描写を改善するために更新された。
2016年3月、PC Gamer Weekenderイベントで約40分のゲームプレイが公開された 。同年10月、TaleWorldsはBannerlordのSteamページを作成した。
2017年6月、E3 2017で13分間のゲームプレイが公開された。同年、TaleWorldsは週単位で開発者日記の公開を開始した。これらの日記はゲームのさまざまな側面に関する情報を提供する。それまでは、日記は年に数回しか公開されていなかった。
Gamescom 2018で、TaleWorldsはゲームのプレイアブルデモを発表し、新トレーラーを公開した。
2019年の開発者日記の中で、TaleWorldsはBannerlordのクローズドベータテストを行うつもりであることを発表した。しかし、ベータがいつ開催されるかについての情報はなかった。
2019年8月20日、TaleWorldsは2020年3月に早期アクセス版をリリースする計画を発表するトレイラーを公開した。2020年3月27日に早期アクセス版がリリースされた。Plaionのパブリッシャー兼部門であるPrime Matterは、TaleWorldsとBannerlordを特にコンソールの物理的なコピーのためにパブリッシュする契約を結んだ。Bannerlordは2022年10月25日にMicrosoft Windows、PlayStation 4、PlayStation 5、Xbox One、Xbox Series X/S向けにリリースされた。

## レセプション
Bannerlordはアーリーアクセスでリリースされ、Steamではその時点で今年最大のローンチとなり、17万人以上の同時プレイヤーを達成した。 まだアーリーアクセスであった頃、Eurogamerに寄稿していたChris Bratt氏は「Bannerlordは地獄のようにジャンキーだが、私は絶対に好きだ」と題した記事で、このゲームに概ね好意的な評価を与えた。彼は「Bannerlordはまだ完成していないかもしれないし、この先もずっと完成しないのではないだろうか。反復的で不公平なこともあるし、システムの多くはまだ未完成で、ゲームがクラッシュしたり、途中で奇妙なバグに遭遇することも珍しくない。しかし同時に、そのような状況にもかかわらず、とても血まみれになるほど楽しい」 PC GamerのFraser Brownも、「未完成で、まだジャッキーだが、同じように素晴らしい」という小見出しの記事で同様の感想を述べている。
Kotakuのレビューでは、Ethan Gachが不完全ながらも楽しいゲームプレイを紹介している。「アクションは不格好で、世界は醜い......そしてアーリーアクセスのゲームなので、まだ完全には練り込まれていない。しかし、このゲームに数時間費やした後、私はこのゲームにすっかり魅了されてしまった」 IGNもまた、このゲームに概ね好意的な評価を与えている。彼らの記事でLeana Haferは「早期アクセスゲームとしては野心的で、まだ先は長いとはいえ、それなりによく洗練されている」と書いている。